# Proctacanthus aurolineatus
Proctacanthus aurolineatus är en tvåvingeart som beskrevs av Macquart 1846. Proctacanthus aurolineatus ingår i släktet Proctacanthus och familjen rovflugor.
Artens utbredningsområde är Colombia. Inga underarter finns listade i Catalogue of Life.